# Oshimagambiet
Het Oshimagambiet of de Oshimaverdediging is in de opening van een schaakpartij een variant in de damepionopening. De opening is vernoemd naar Daniel Oshima en ontstaat uit het Gibbins-Wiedenhagengambiet. Het heeft de volgende beginzetten:
1. d4 Pf6
2. g4 (het Gibbins-Wiedenhagengambiet) e5

Het gambiet is ingedeeld bij de halfgesloten spelen. 
De voordelen van het opschuiven van de g-pion zijn twijfelachtig. Zwart reageert met 2. ...e5. Als wit nu op e5 slaat, slaat het zwarte paard de pion op g4 waardoor de pion op e5 ook aangevallen wordt. Het spel heeft nu iets weg van het Fajarowiczgambiet en het dwingt wit tot secuur spel.